# Броницька сільська рада (Городницький район)
Броницька сільська рада — колишня адміністративно-територіальна одиниця та орган місцевого самоврядування у Олевському й Городницькому районах Коростенської і Волинської округ, Київської та Житомирської областей УРСР з адміністративним центром у селі (до 1939 р. — слобода) Брониця.

## Населені пункти
Сільській раді на момент ліквідації були підпорядковані населені пункти:
- с. Брониця
- х. Прихід

## Демографія
Кількість населення ради, станом на 1923 рік, становила 1 131 особу, кількість дворів — 221.
Кількість населення сільської ради, станом на 1924 рік, становила 866 осіб, з перевагою населення польської національності; кількість селянських домогосподарств — 173.

## Історія та адміністративний устрій
Утворена 1923 року в складі слобід Брониця, Броницький Завод, колонії Криниці та хутора Приход Голишівської волості Коростенського повіту Волинської губернії. 7 березня 1923 року увійшла до складу новоствореного Олевського району Коростенської округи. 25 січня 1926 року сільську раду було передано до складу Городницького району Коростенської округи. Станом на 17 грудня 1926 року на обліку в раді числився х. Бараки, котрий, станом на 1 жовтня 1941 року, знятий з обліку населених пунктів.
10 грудня 1938 року, відповідно до постанови Житомирського обласного організаційного комітету «Про реалізацію Указу Президії Верховної Ради УРСР…», слоб. Броницька Гута (Броницький Завод) отримала статус селища міського типу та увійшла до складу новоствореної Броницькогутянської селищної ради Городницького району Житомирської області. У 1946 році х. Криниці було передано до складу Червоновільської сільської ради Городницького району.
Відповідно до інформації довідника «Українська РСР. Адміністративно-територіальний поділ», станом на 1 вересня 1946 року сільрада входила до складу Городницького району Житомирської області, на обліку в раді перебували с. Брониця та х. Прихід.
11 серпня 1954 року, відповідно до указу Президії Верховної ради УРСР «Про укрупнення сільських рад по Житомирській області», сільську раду було ліквідовано, територію та населені пункти включено до складу Броницькогутянської селищної ради Городницького району Житомирської області.